# Vicia perelegans
Vicia perelegans är en ärtväxtart som beskrevs av Kun Tsun Fu. Vicia perelegans ingår i släktet vickrar, och familjen ärtväxter. Inga underarter finns listade i Catalogue of Life.